# Le Triomphant (Schiff)
Die Le Triomphant (deutsch: Die Triumphierende) war ein Großzerstörer (franz. Contre-Torpilleurs) der Le-Fantasque-Klasse der französischen Marine. Am 19. Dezember 1954 wurde sie außer Dienst gestellt und im Dezember 1957 zum Verschrotten verkauft.

## Maschinenanlage
Die Antriebsanlage der Le Triomphant bestand aus vier Wasserrohrkesseln und zwei Parsons-Turbinen. Diese trieben über zwei Antriebswellen die beiden Schrauben an. Die Maschinen leisteten 74.000 WPS. Damit konnte eine Geschwindigkeit von 37 kn (etwa 67 km/h) erreicht werden.

## Bewaffnung
Die Hauptartillerie der Le Triomphant bestand aus fünf 13,86-cm-Geschützen L/40 des Modells 1929 in Einzelaufstellung. Diese Kanone konnte eine 40,4 Kilogramm schwere Granate über eine maximale Distanz von 19.000 m feuern. Als Flugabwehrbewaffnung verfügte die Le Triomphant bei Indienststellung über vier 3,7-cm-Flugabwehrkanonen (L/60) des Modells 1925 in Einzelaufstellung und vier 13,2 mm/76 Hotchkiss M1929 in Doppelaufstellung. Als Torpedobewaffnung verfügte der Zerstörer über neun Torpedorohre in drei Dreiergruppen für den Torpedo 23DT Toulon. Zur U-Boot-Abwehr besaß die Le Triomphant zwei Wasserbombenwerfer am Heck und konnte maximal 40 Seeminen aufnehmen.

## Klassifizierung
Die Le Triomphant wurde als Großzerstörer gebaut und klassifiziert. Aufgrund ihrer Größe und vor allem ihrer Geschwindigkeit wurde sie, wie alle Schiffe der Le-Fantasque-Klasse, am 28. November 1943 als Leichter Kreuzer neu eingestuft. Im Jahr 1951 erfolgte für das Schiff, obwohl nur noch in Reserve liegend, die Reklassifizierung zum Schnellen Geleitzerstörer 1. Klasse (frz. destroyer-escorteurs de 1re classe). Eine erneute Reklassifizierung zur Schnellen Eskorte (frz. escorteur rapide) erfolgte nicht mehr.

## Verbleib
Die Le Triomphant erreichte am 1. November 1949 Bizerte und wurde wegen fehlender Ersatzteile und ausgebildeten Personals in Reserve versetzt. Am 19. Dezember 1954 wurde sie außer Dienst gestellt und im Dezember 1957 zum Verschrotten verkauft.